# Chính sách thị thực của Israel

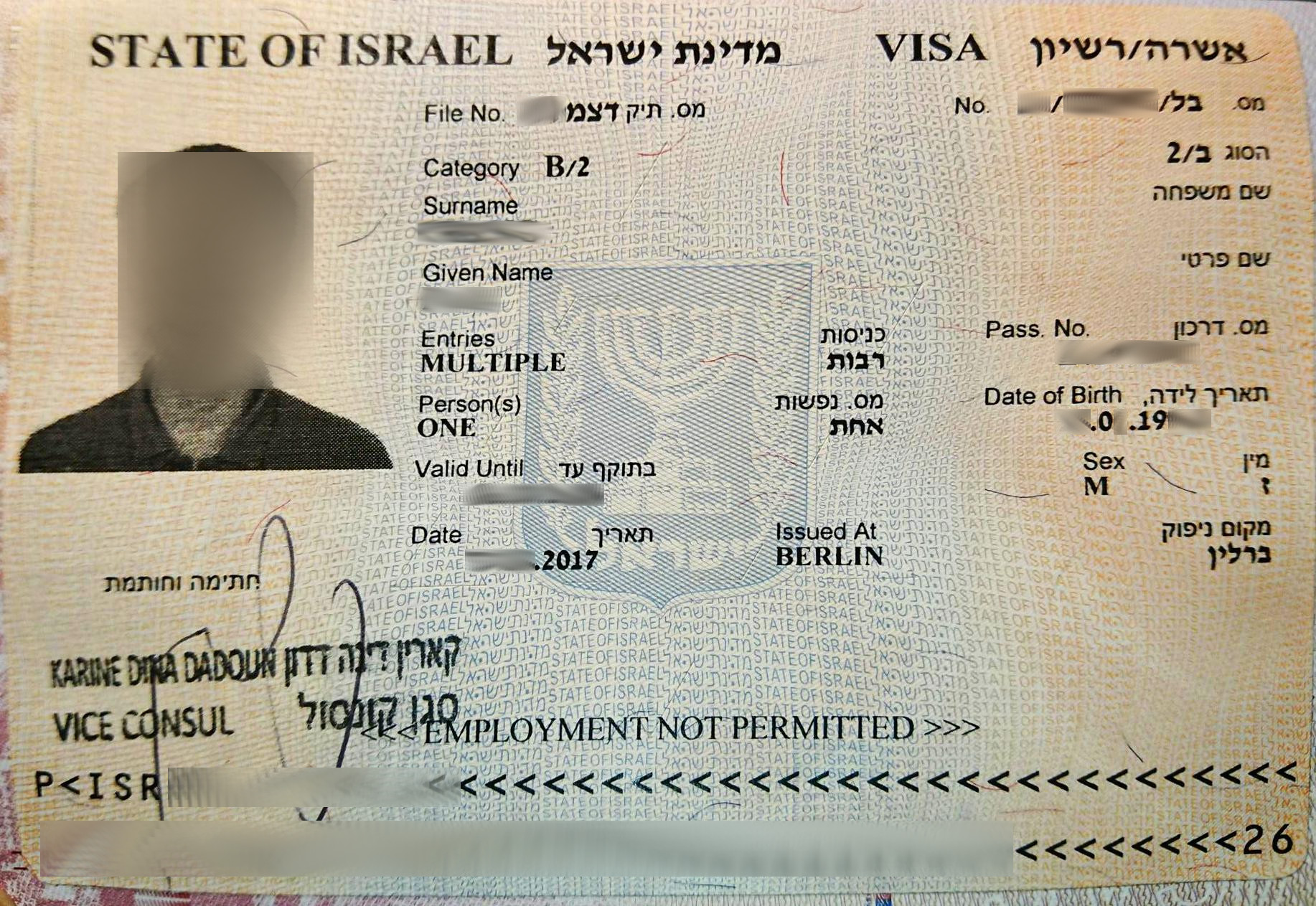
Thị thực Israel

Du khách đến Israel phải xin thị thực từ một trong những phái bộ ngoại giao của Israel trừ khi họ đến từ một trong những quốc gia được miễn thị thực. Tất cả du khách phải có hộ chiếu có hiệu lực 6 tháng sau ngày rời khỏi Israel.

## Bản đồ chính sách thị thực

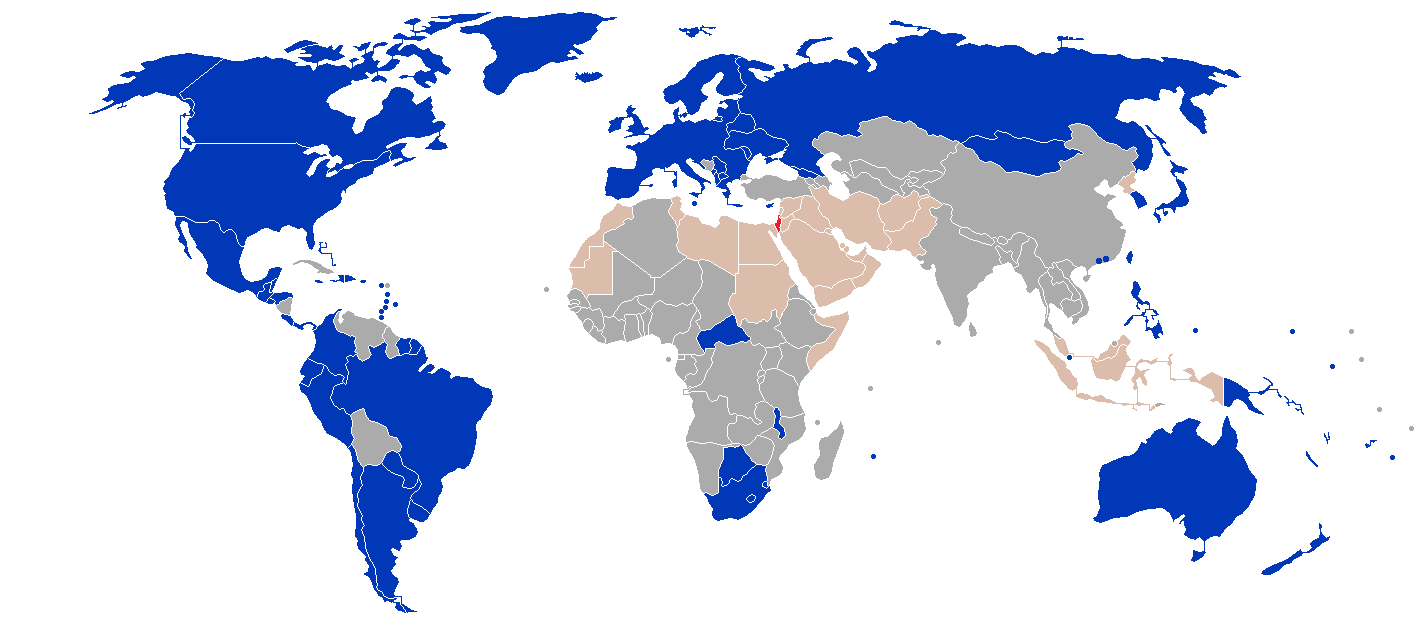
Chính sách thị thực của Israel
Israel
miễn thị thực
Cần chứng nhận từ chính phủ Israel

## Miễn thị thực
Người sở hữu hộ chiếu phổ thông của 99 quốc gia và vùng lãnh thổ sau được miễn thị thực đến Israel tối đa 3 tháng để du lịch:
| - Tất cả công dân Liên minh Châu Âu1 - Albania - Andorra - Argentina - Úc2 - Bahamas - Barbados - Belarus - Belize - Botswana - Brasil - Canada - Cộng hòa Trung Phi - Chile - Colombia - Costa Rica - Dominica2 - Cộng hòa Dominica - Ecuador - El Salvador - Fiji - Gruzia - Grenada - Guatemala - Haiti - Honduras - Hồng Kông - Iceland - Jamaica - Nhật Bản - Lesotho - Liechtenstein - Macao - Macedonia - Malawi - Mauritius | - Mexico - Micronesia - Moldova4 - Monaco - Mông Cổ - Montenegro - Nauru2 - New Zealand - Na Uy - Palau - Panama - Papua New Guinea - Paraguay - Peru - Philippines - Nga3 - Saint Kitts và Nevis2 - Saint Lucia - Saint Vincent và Grenadines - San Marino - Serbia - Singapore - Quần đảo Solomon - Nam Phi2 - Hàn Quốc - Suriname - Swaziland - Thụy Sĩ - Đài Loan2 - Tonga - Trinidad và Tobago - Ukraina - Hoa Kỳ2 - Uruguay - Vanuatu - Thành Vatican |  |

1 – Công dân Đức sinh trước ngày 1 tháng 1 năm 1928 cần thị thực và sẽ được cấp miễn phí nếu họ không phải thành viên của đảng Quốc Xã hoặc liên quan đến những việc xấu trong thời gian của Đức Quốc Xã.

2 – miễn thị thực không áp dụng với người sở hữu hộ chiếu công vụ.

3 – Người sở hữu hộ chiếu công vụ của Nga cần thị thực và chứng nhận từ chính phủ Israel.

4 - Chỉ đối với hộ chiếu sinh trắc học
Miễn thị thực với công dân  Ai Cập để ở lại lên đến 14 ngày nếu nhập cảnh qua Taba và chỉ được đi tới Beersheba.
Người sở hữu hộ chiếu Palestinie có thể xin thị thực tại cửa khẩu nếu họ tiếp tục đi đến các lãnh thổ của Palestinie. Người sở hữu chứng nhận được cấp bởi Bộ Nội vụ Israel, đi theo nhóm 10 người trở lên, có thể xin thị thực tại cửa khẩu (không áp dụng với công dân Jordan).

### Hộ chiếu không phổ thông

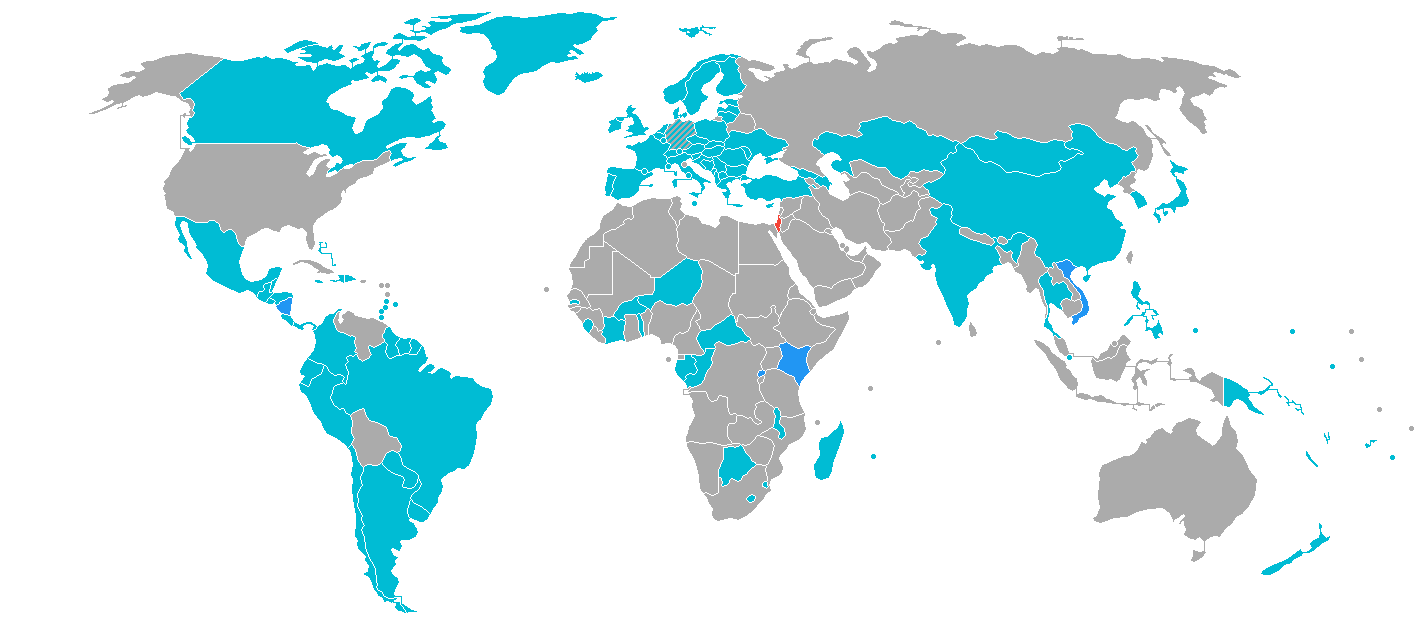
Israel
Miễn thị thực với hộ chiếu ngoại giao và công vụ
Miễn thị thực với hộ chiếu ngoại giao

Người ở hữu hộ chiếu ngoại giao hoặc công vụ của Azerbaijan, Benin, Bosna và Hercegovina, Burkina Faso, Trung Quốc, Cộng hòa Congo, Bờ Biển Ngà, Gabon, Gambia, Ấn Độ, Madagascar, Nicaragua, Niger, Sierra Leone, Thái Lan, Togo, Thổ Nhĩ Kỳ và Venezuela và hộ chiếu ngoại giao của Việt Nam được miễn thị thực.
Người sở hữu hộ chiếu ngoại giao hoặc công vụ của Úc, Belarus, Dominica, Nga, San Marino, Nam Phi, Đài Loan và Hoa Kỳ cần xin thị thực.
Thỏa thuận miễn thị thực cho hộ chiếu ngoại giao và đặc biệt được ký với Myanmar vào tháng 6 năm 2017 nhưng chưa được thông qua.

### Dấu hộ chiếu Israel
Du khách với dấu nhập cảnh Israel không được phép nhập cảnh một số quốc gia do Liên minh Ả Rập tẩy chay Israel. Một số quốc gia, ví du như Áo, Canada, Đức, Nga, Anh Quốc và Hoa Kỳ cho phép công dân của họ sở hữu từ hai hộ chiếu trở lên để giải quyết vấn đề đi lại này, nhưng một số quốc gia (bao gồm Áo và Đức) cũng giới hạn hoặc cấm việc ở hữu hai hộ chiếu khác nhau. Tuy nhiên trong vài năm gần đây, dấu nhập và xuất cảnh không còn được cấp tại sân bay Ben Gurion (kể từ ngày 15 tháng 1 năm 2013) và các điểm kiểm tả biên giới với Jordan. Thay vào đó, ghi chép nhập và xuất cảnh sẽ được in trên một tờ giấy, nó bao gồm tên du khách, ảnh lấy từ hộ chiếu điện tử, ngày, trạng thái thị thực và các thông tin khác. Tờ giấy này cũng có mã vạch dùng để qua cửa kiểm tra hộ chiếu.

## Cần chứng nhận
Người sở hữu hộ chiếu phổ thông và hộ chiếu công vụ của các quốc gia sau cần có chứng nhận từ chính phủ Israel trước khi thị thực du lịch được cấp.
| - Ả Rập Xê Út - Afghanistan - Bahrain - Ai Cập - Bắc Triều Tiên - Các Tiểu vương quốc Ả Rập Thống nhất - Indonesia - Iran - Iraq - Jordan - Kuwait - Liban - Libya | - Malaysia - Maroc - Mauritania - Nga (chỉ với hộ chiếu công vụ) - Oman - Pakistan - Qatar - Somalia - Sudan - Syria - Tunisia - Yemen |  |

## Thống kê du khách
Hầu hết du khách đến Israel đều đến từ những quốc gia sau:
| Quốc gia   | 2016      | 2015      | 2014      | 2013      |
| ---------- | --------- | --------- | --------- | --------- |
| Hoa Kỳ     | 672.100   | 637.200   | 622.100   | 622.800   |
| Pháp       | 293.000   | 300.100   | 298.600   | 315.500   |
| Nga        | 284.600   | 414.700   | 555.900   | 603.100   |
| Anh Quốc   | 197.100   | 197.900   | 180.100   | 217.100   |
| Đức        | 180.100   | 197.800   | 194.200   | 254.000   |
| Ukraina    | 164.500   | 138.000   | 132.400   | 134.500   |
| Ý          | 88.000    | 91.200    | 120.100   | 173.100   |
| Trung Quốc | 80.100    | 47.400    | 33.000    | 25.500    |
| Canada     | 69.900    | 66.700    | 66.200    | 70.700    |
| Ba Lan     | 54.300    | 66.200    | 77.200    | 89.200    |
| Hà Lan     | 51.400    | 49.400    | 51.800    | 57.100    |
| Tổng       | 3.069.800 | 3.108.600 | 3.251.000 | 3.539.700 |